# Ruth Hussey

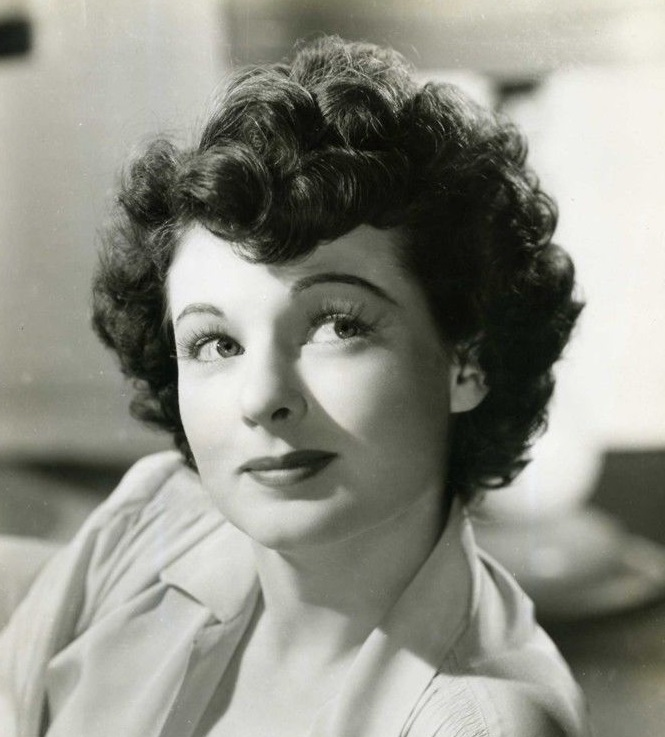
Ruth Hussey, 1945.

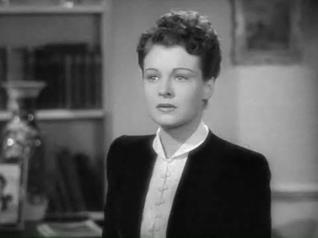
Ruth Hussey i filmen En skön historia 1940.

Ruth Hussey, född 30 oktober 1911 i Providence, Rhode Island, död 19 april 2005 i Newbury Park, Ventura County, Kalifornien, var en amerikansk skådespelare. Hon filmdebuterade 1937 och medverkade i över 60 film och TV-produktioner. Hon Oscar-nominerades för sin roll i filmen En skön historia 1940.
Hon har en stjärna för insatser inom film på Hollywood Walk of Fame vid adressen 1551 Vine Street.

## Filmografi, urval
- 1937 – Madame X
- 1938 – I kväll kl 8
- 1939 – Gäckande skuggan kommer tillbaka
- 1939 – Utpressning
- 1939 – Kvinnorna
- 1940 – Nordvästpassagen
- 1940 – En skön historia
- 1940 – Susan älskar alla
- 1941 – En viss mr. Pulham
- 1941 – Det ska vi bli två om!
- 1942 – Tennessee Johnson
- 1943 – Kärlekskamrater
- 1944 – De objudna
- 1944 – Permission över natten
- 1945 – Bedside Manner
- 1950 – Louisa
- 1956 – Alfred Hitchcock presenterar (TV-serie)
- 1960 – På vift fast gift